# 3Aw
3Aw – wąskotorowe wagony pasażerskie produkowane w latach 1957-1960 w Pafawagu. Ponad 500 sztuk wyeksportowano do ZSRR, zaś dla kolei dojazdowych PKP wyprodukowano 75 sztuk.